# Монди, Бруно
Бруно Монди (нем. Bruno Mondi; 30 сентября 1903, Свеце, Пруссия — 18 июля 1991, Берлин) — немецкий кинооператор.

## Биография
Бруно Монди окончил училище кинотехников и фотошколу в Берлине. Вскоре он получил должность ассистента оператора и был занят на съёмках нескольких немых лент, в частности, «Усталой Смерти» Фрица Ланга.
В 1925 году он работал вместе с Генрихом Гертнером, а в 1927 году впервые выступил основным оператором на кинофильме «Прекрасная Лола». Бруно Монди сотрудничал с Рихардом Эйхбергом, с 1935 года стал постоянным сотрудником у Файта Харлана.
Помимо многочисленных кинокомедий и лент развлекательного содержания Монди снимал для Харлана несколько пропагандистских фильмов, в том числе антисемитский фильм «Еврей Зюсс». Несмотря на это, опытный оператор Монди уже в 1946 году получил контракт с киностудией DEFA. В 1950 году Монди снял первый фильм киностудии DEFA — «Холодное сердце».
В 50-е годы Монди перешёл на работу в западногерманский и австрийский кинематограф и работал с Эрнстом Маришкой, в частности, на его трилогии об императрице Австрии Елизавете «Сисси». В последние годы также работал на телевидении. Кинооператором стал и сын Бруно Монди Георг.

## Фильмография
| - 1925: Luxusweibchen - 1925: Die Frau mit dem Etwas - 1926: Durchlaucht Radieschen - 1927: Прекрасная Лола — Die tolle Lola - 1927: Der Fürst von Pappenheim - 1928: Schmutziges Geld - 1928: Das Girl von der Revue - 1928: Die tolle Komtess - 1929: Autobus Nr. 2 - 1929: Jennys Bummel durch die Männer - 1930: Hai-Tang. Der Weg zur Schande - 1930: Zärtlichkeit - 1930: Tingel-Tangel - 1931: Holzapfel weiß alles - 1931: Der Draufgänger - 1931: Das Geheimnis der roten Katze - 1932: Die unsichtbare Front - 1932: Das Millionentestament - 1933: Heute kommt’s drauf an - 1933: Drei Kaiserjäger - 1933: Ich kenn’ Dich nicht und liebe Dich - 1933: Gruß und Kuß Veronika - 1934: Zigeunerblut - 1934: Da stimmt was nicht - 1934: Hohe Schule - 1934: Jungfrau gegen Mönch - 1934: Der Vetter aus Dingsda - 1935: Nacht der Verwandlung - 1935: Pygmalion - 1935: Frischer Wind aus Kanada - 1935: Молодые годы королевы — Mädchenjahre einer Königin - 1935: … nur ein Komödiant - 1935: Der Student von Prag - 1936: Die Nacht mit dem Kaiser - 1936: Fridericus - 1936: Ave Maria - 1936: Schabernack - 1937: Летучая мышь — Die Fledermaus - 1937: Gefährliches Spiel - 1937: Die Warschauer Zitadelle - 1938: Jugend - 1938: Занесённые следы — Verwehte Spuren - 1938: Du und ich - 1939: Das unsterbliche Herz - 1939: Die Reise nach Tilsit - 1939: Pedro soll hängen | - 1940: Stern von Rio - 1940: Еврей Зюсс — Jud Süß - 1940: Бисмарк — Bismarck - 1940: Falstaff in Wien - 1941: Der große König - 1942: Золотой город — Die goldene Stadt - 1943: Жертвенный путь — Opfergang - 1943: Иммензее — Immensee - 1945: Кольберг — Kolberg - 1947: Воццек — Wozzeck - 1948: Chemie und Liebe - 1948: Und wieder ’48 - 1949: Der Biberpelz - 1949: 0 Uhr 15, Zimmer 9 - 1949: Rotation - 1950: Холодное сердце — Das kalte Herz - 1951: Королева чардаша — Die Csardasfürstin - 1951: Sensation in San Remo - 1952: Pension Schöller - 1953: Maske in Blau - 1953: Südliche Nächte - 1953: Hab’ ich nur Deine Liebe - 1954: Mädchen mit Zukunft - 1954: Молодые годы королевы — Mädchenjahre einer Königin - 1954: Gefangene der Liebe - 1954: Das sündige Dorf - 1955: Марш для императора — Die Deutschmeister - 1955: Сисси — Sissi - 1955: Liebe ist ja nur ein Märchen - 1955: Das fröhliche Dorf - 1956: Waldwinter - 1956: Сисси — молодая императрица — Sissi — Die junge Kaiserin - 1956: Бал в опере — Opernball - 1957: Casino de Paris - 1957: Скамполо — Scampolo - 1957: Das Schloß in Tirol - 1957: Сисси. Трудные годы императрицы — Sissi — Schicksalsjahre einer Kaiserin - 1958: Das Dreimäderlhaus - 1958: Der veruntreute Himmel - 1959: Unser Wunderland bei Nacht - 1959: Человек проходит сквозь стену — Ein Mann geht durch die Wand - 1959: Alt-Heidelberg - 1960: Willy, der Privatdetektiv - 1960: Der wahre Jakob - 1961: Davon träumen alle Mädchen - 1964: Wartezimmer zum Jenseits |